# 순악질 여사
"순악질 여사"(순악질 女史)는 한국에서 제작된 김수형 감독의 1979년 코미디 영화이다. 장미희 등이 주연으로 출연하였고 최춘지 등이 제작에 참여하였다.

## 출연

### 주연
- 장미희
- 이영하

### 조연
- 여운계
- 이승현

## 기타
- 원작자: 길창덕
- 조명: 마용천
- 녹음: 이재웅
- 미술: 조경환